# ヨハネス・ジーメス
ヨハネス・ジーメス（Johannes Siemes, 1907年10月22日 - 1983年8月6日）は、ドイツ出身の哲学者、イエズス会の司祭。上智大学文学部哲学科名誉教授。専門はヘルマン・ロエスレル、フリードリヒ・シュレーゲル。

## 経歴
ドイツのケルンに生まれた。議論好きの性格で、高校時代に教師と口論になったが自説を撤回しなかったので、転校しなければならなかったという。1927年にケルンのドライケーニヒギムナジウムを卒業後、イエズス会に入会する。ヘーレンベルクで修練期を過ごした後、1929年から1932年まで、オランダのファルケンブルク神学校とアイルランドのダブリン大学で哲学を学ぶ。志願して来日し、1932年から1934年まで東京で日本語を学び、上智大学でドイツ語を教えた。
1935年、広島に滞在していたジーメスは書店で、鈴木安蔵の論文「日本憲法制定に対するヘルマン・ロエスレルの研究」を偶然手に取った。ドイツの教会関係者を通じてロエスエルの遺族から彼の日本での事跡について調査を依頼されていたジーメスは、鈴木に連絡を取り、共同研究を行うことになる。
再びファルケンブルクで神学を学ぶ。1938年に学業を終えたのち、1938年から1939年、ミュンスターのヴェストファーレン・ヴィルヘルム大学でペーター・ヴースト (Peter Wust) に師事して哲学を研究、1939年、ベルリン大学でニコライ・ハルトマンに師事して哲学を研究した。1940年、ローマのグレゴリアン大学より哲学博士号を授与される。
1939年夏に再び来日し、上智大学文学部哲学科で教鞭を取り、社会哲学やスコラ哲学を教授する。1941年、上智大学哲学科教授に就任。1945年8月6日、広島市のイエズス会長束修練院で被爆する。ジーメスによる原爆の目撃手記 "The Atomic Bombing of Hiroshima" は、同年秋に原爆を開発したアメリカのマンハッタン計画の責任者であるレズリー・グローヴス将軍に届けられ、米国戦略爆撃調査団の報告書「The Effects of Atomic Bombs on Hiroshima and Nagasaki」（米国戦略爆撃調査団報告―広島と長崎）に引用された。手記は「たとえ目的が正しくても、今日のような総力戦は正当化できるのか」と問いかける。手記は英文タイプ打ちで総8ページ。手記の一部は、1946年2月アメリカの『タイム』に「広島原爆に関する最初の詳細な報告」と掲載された。
1951年、上智大学大学院哲学研究科が開講し、哲学研究科長に就任する。1978年、上智大学名誉教授となる。1983年、広島に原爆が投下された日に生涯を終えた。

## 主業績
- 「スコラ的存在論と批判的存在論-ニコライ・ハルトマンとの対決」『現代存在論の諸問題 ソフィア叢書：第2』上智大学文学部哲学科編、創文社、1954年
- 「アウグスチヌスにおける倫理的経験の形而上学」『聖アウグスチヌス研究 ソフィア叢書：第5』上智大学編、創文社、1955年
- 『日本国家の近代化とロェスラー』J・ジーメス著、本間英世訳、未来社、1970年
- Johannes Siemes, Die Gründung des modernen japanischen Staates und das deutsche Recht, Der Beitrag Hermann Roeslers, Berlin, 1975
- 「トマスとカトリック的文化秩序」『トマス・アクィナス研究：没後700年記念論文集』松本正夫、門脇佳吉、クラウス・リーゼンフーバー編、創文社、1975年

## 参考
- 高橋憲一「ジーメス教授の御退任に想う」『哲学論集』第7号、上智大学哲学会、1978年10月、1-2頁、ISSN 09113509。
- 『上智大学史 資料集 第四集』上智大学史資料編纂委員会編、1989年
- 上智大学『上智大学五十年史』上智大学出版部、1963年。NDLJP:9544720。
- 募る思い出 ～心に残る恩師は誰ですか？
- 米将軍に被爆神父の手記 45年秋、広島の惨状伝える”. 共同通信（2005年8月1日）
- ジーメス神父の思い出
- 高柳俊一「<書評>日本国家の近代化とロェスラー（ジーメス,J）」『ソフィア : 西洋文化ならびに東西文化交流の研究』第19巻第1号、上智大学、1970年6月、100-103頁、ISSN 04896432。
- 本間英世「名誉教授訪問記 ヨハネス・ジーメス先生」『ソフィア : 西洋文化ならびに東西文化交流の研究』第30巻第2号、上智大学、1981年6月、121-122頁、ISSN 04896432。
- 堅田剛「明治憲法を起草したドイツ人 : ヘルマン：ロェスラー研究の系譜」『聖学院大学総合研究所紀要』No.48、上尾 : 聖学院大学総合研究所、2010年9月、44-72頁、ISSN 0917-8856、国立国会図書館書誌ID:10884636。